# Autor da Vida
Autor da Vida é o álbum de estreia de Léo Fonseca lançado em 2010 e produzido por Josué Ribeiro. A obra recebeu as participações de Mariana Valadão, Jordan Macedo, Deigma Marques, Nery Fonseca e Chris Durán e através do disco Leo Fonseca recebeu indicações ao Troféu Promessas.

## Faixas
1. Sou Livre
2. Confessar ao Mundo
3. Feitor da Minha História
4. Intimidade Contigo (Part. Mariana Valadão)
5. Como Ele nos Ama
6. Autor da Vida
7. Toma Meu Coração
8. Fogo Sobrenatural
9. Vem me Saciar
10. Correrei para Ti
11. Melhor Lugar
12. Author of Live (Part. Chris Durán)